# Berriwillock
Berriwillock est un village du sud-est de l'Australie situé dans la région de Mallee, au nord-ouest de l'État de Victoria. Berriwillock se trouve 332 km au nord-ouest de Melbourne, capitale de l'État. Les localités les plus proches sont Boigbeat (en), 11 km au nord-ouest, et Culgoa (en), 11 km au sud-est.
Berriwillock est à 80 km à l'ouest du fleuve Murray. C'est une localité agricole productrice de céréales.

## Transport
La Calder Highway () passe directement au nord de Berriwillock. Le village est desservi par la gare de Berriwillock, sur la ligne ferroviaire de Kulwin (en), qui longe à cet endroit l'A79. La ligne n'a plus de service passagers depuis 1977, mais est toujours disponible pour le fret et il y a des silos à grains à la gare.

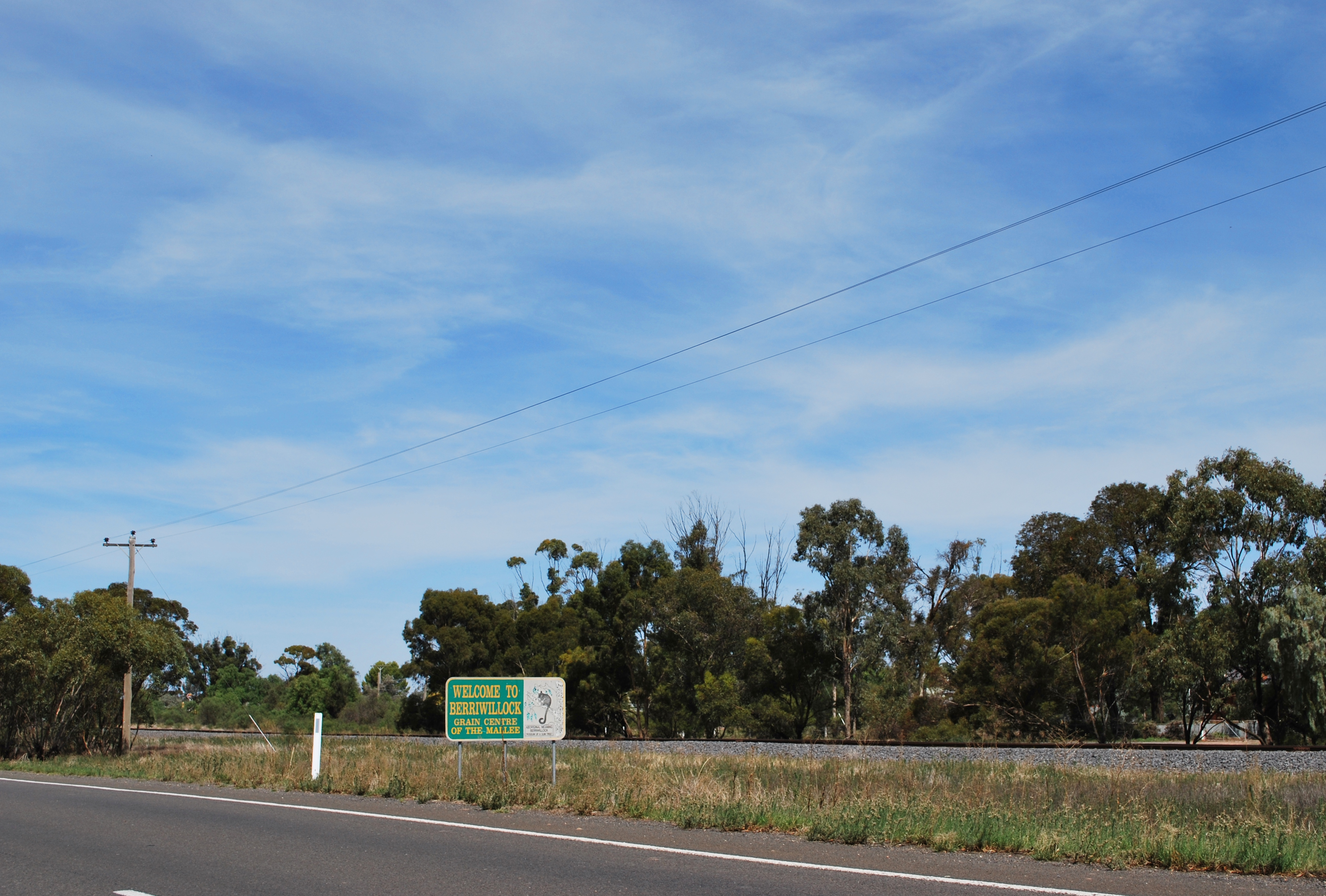
Panneau d'entrée de Berriwillock sur Calder Highway (la est juste derrière).

Le bureau de poste de Berriwillock a ouvert le 16 avril 1884, peu après l'arrivée du chemin de fer.

## Programme caritatif
Berriwillock possède un programme caritatif pour lequel les agriculteurs locaux cultivent du blé. Les années de sécheresse, il arrive que ce programme ne rapporte rien, mais le plus souvent, il accorde des dons à un éventail de causes charitables.
Ce programme date de 1953. En réponse à une discussion avec le pasteur presbytérien, un agriculteur a engagé 60 hectares de terres et de nombreux autres ont fourni les semences, la main-d'œuvre et l'équipement pour la plantation et la récolte. Au fur et à mesure que la technologie s'est améliorée, ce qui représentait autrefois une journée de travail pour 30 agriculteurs et un pique-nique pour leurs familles ne constitue plus que quelques heures pour une machine. Les bénéfices sont répartis à égalité entre des causes australiennes et internationales. La première année, ils ont été consacrés à des personnes sous-alimentées en Europe et en Asie et à l'hôpital de Melbourne (en).

## Sport
Berriwillock possède un club de golf.

## Galerie de photos

Vues de Berriwillock
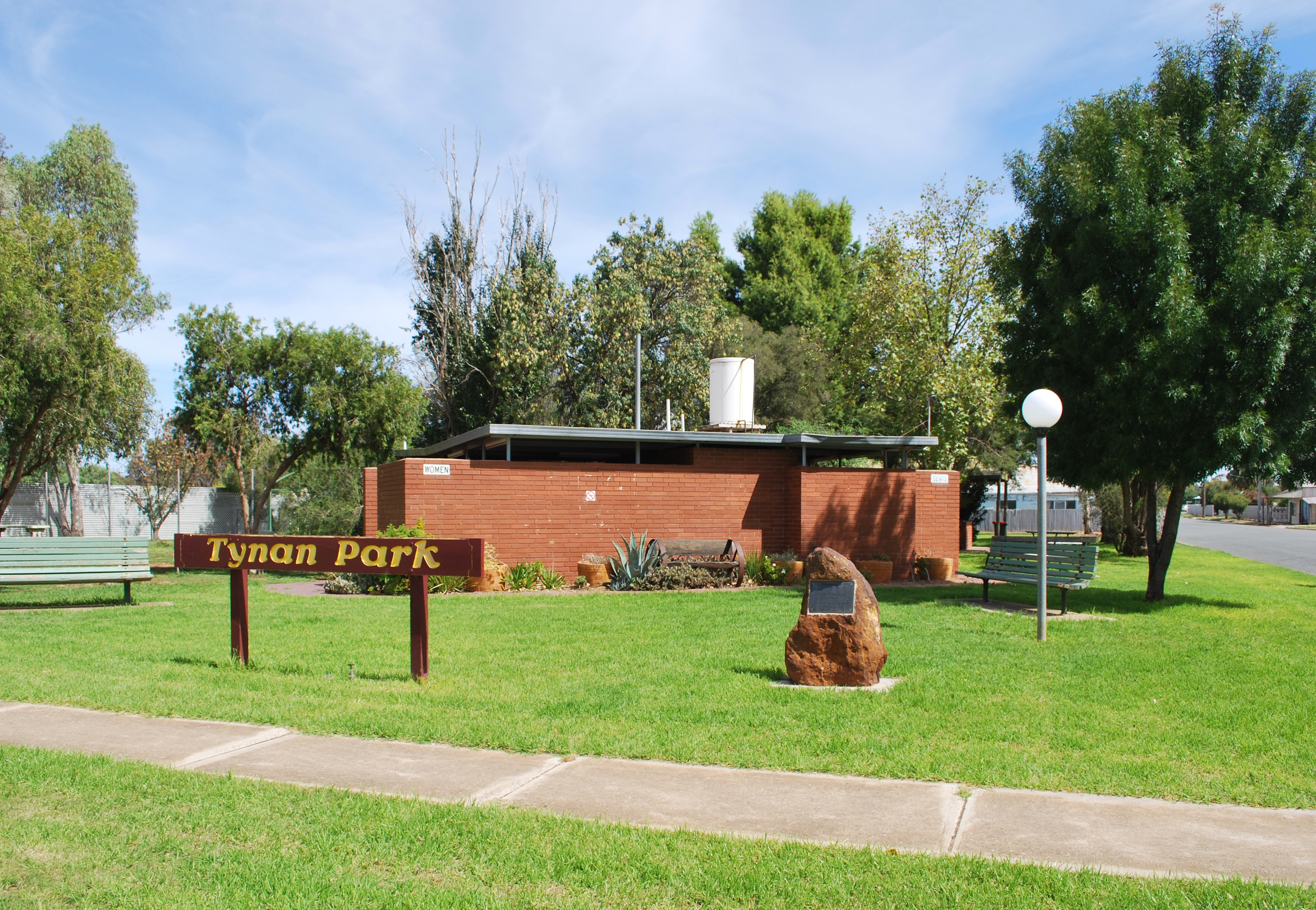
Tynan Park.
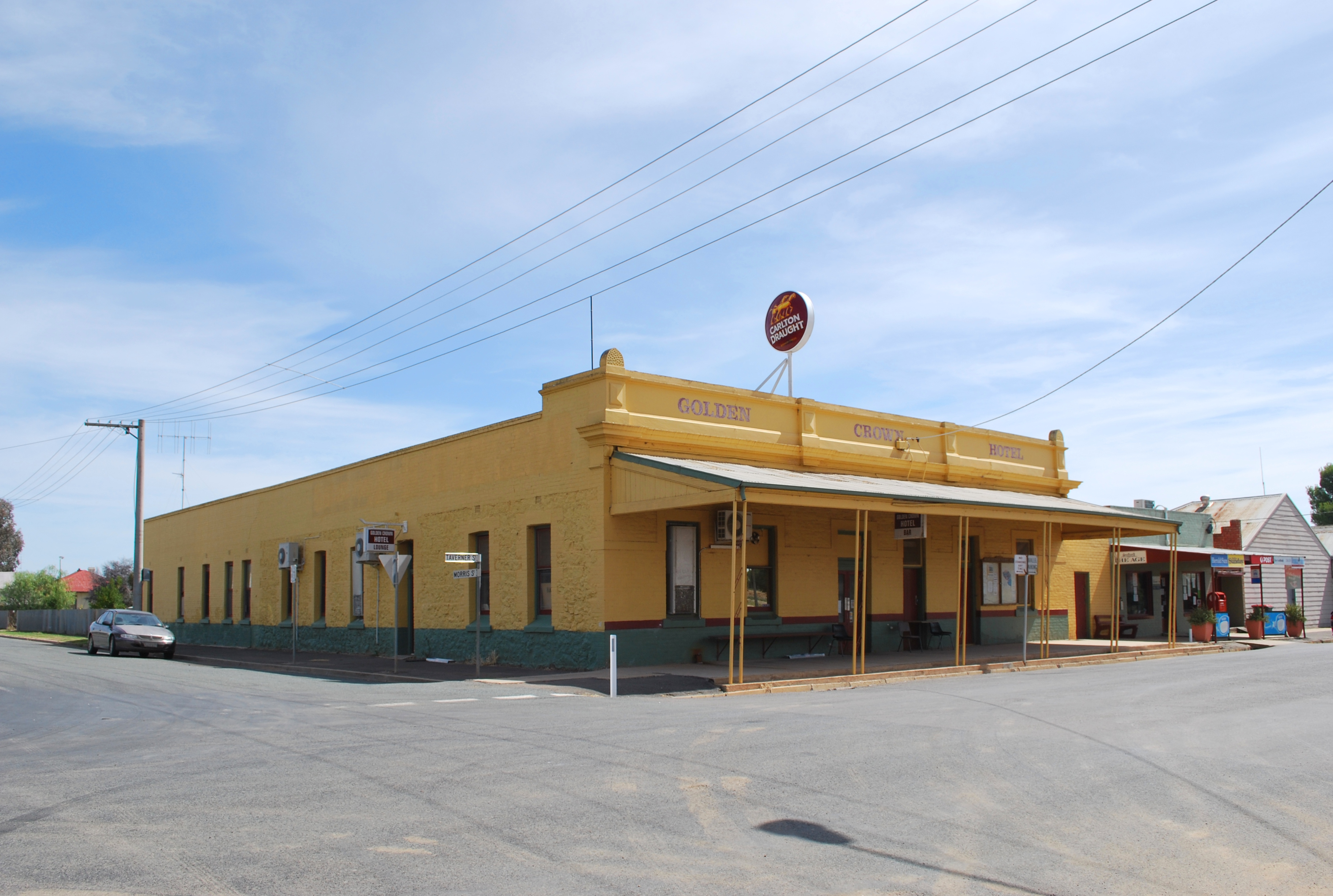
Le Golden Crown Hotel.
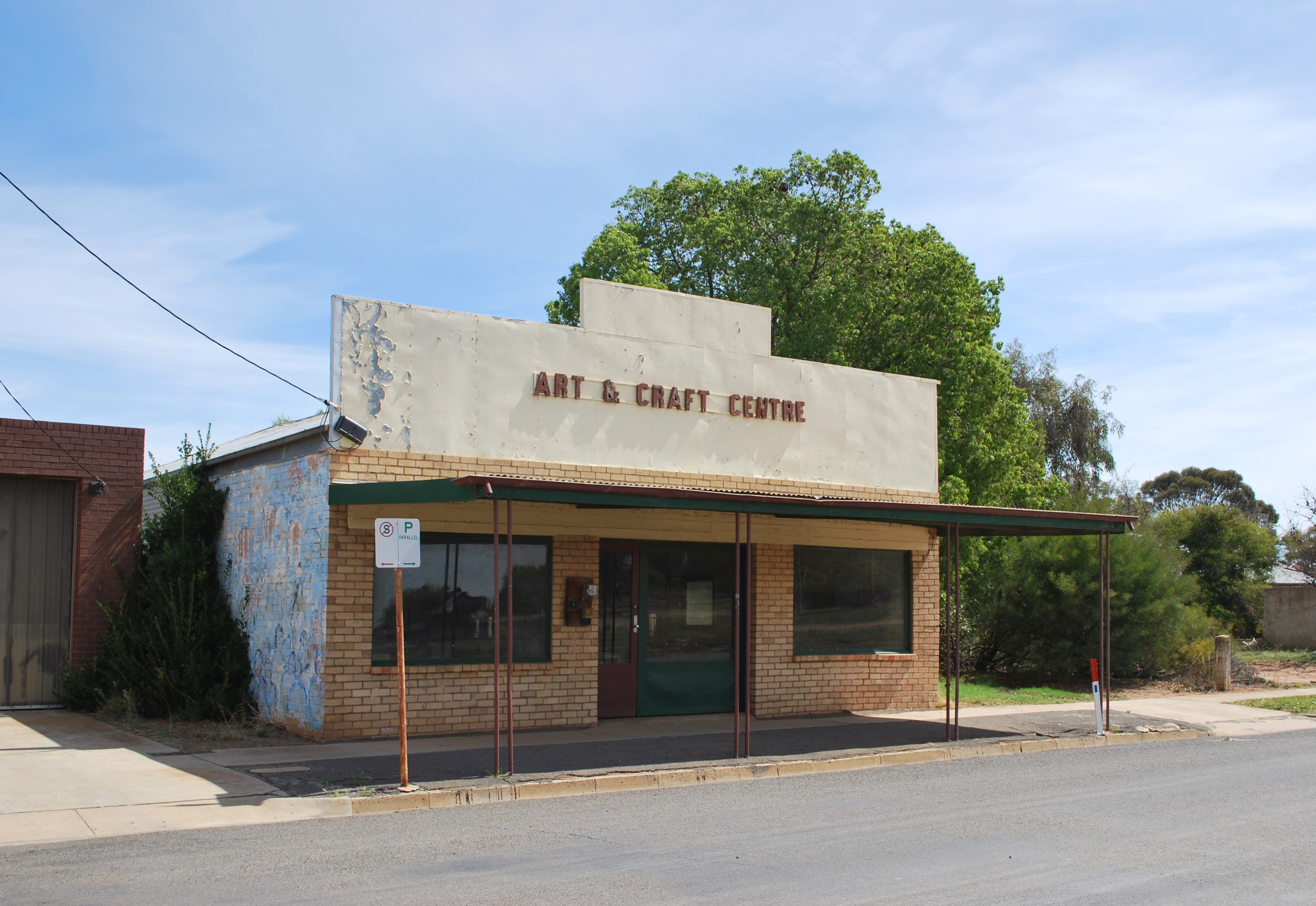
Centre artisanal.
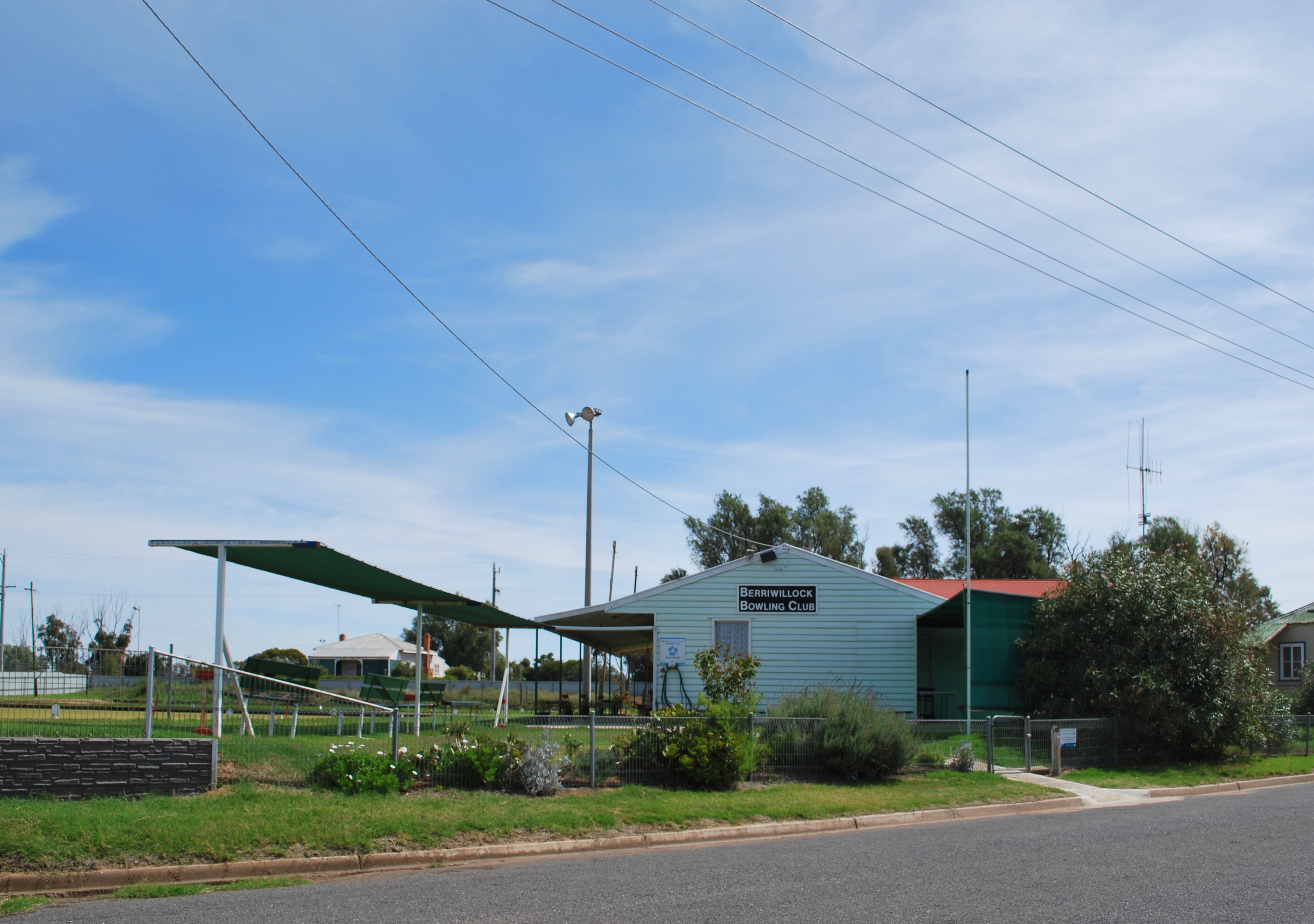
Club de bowling.